# Maas-Waalmast

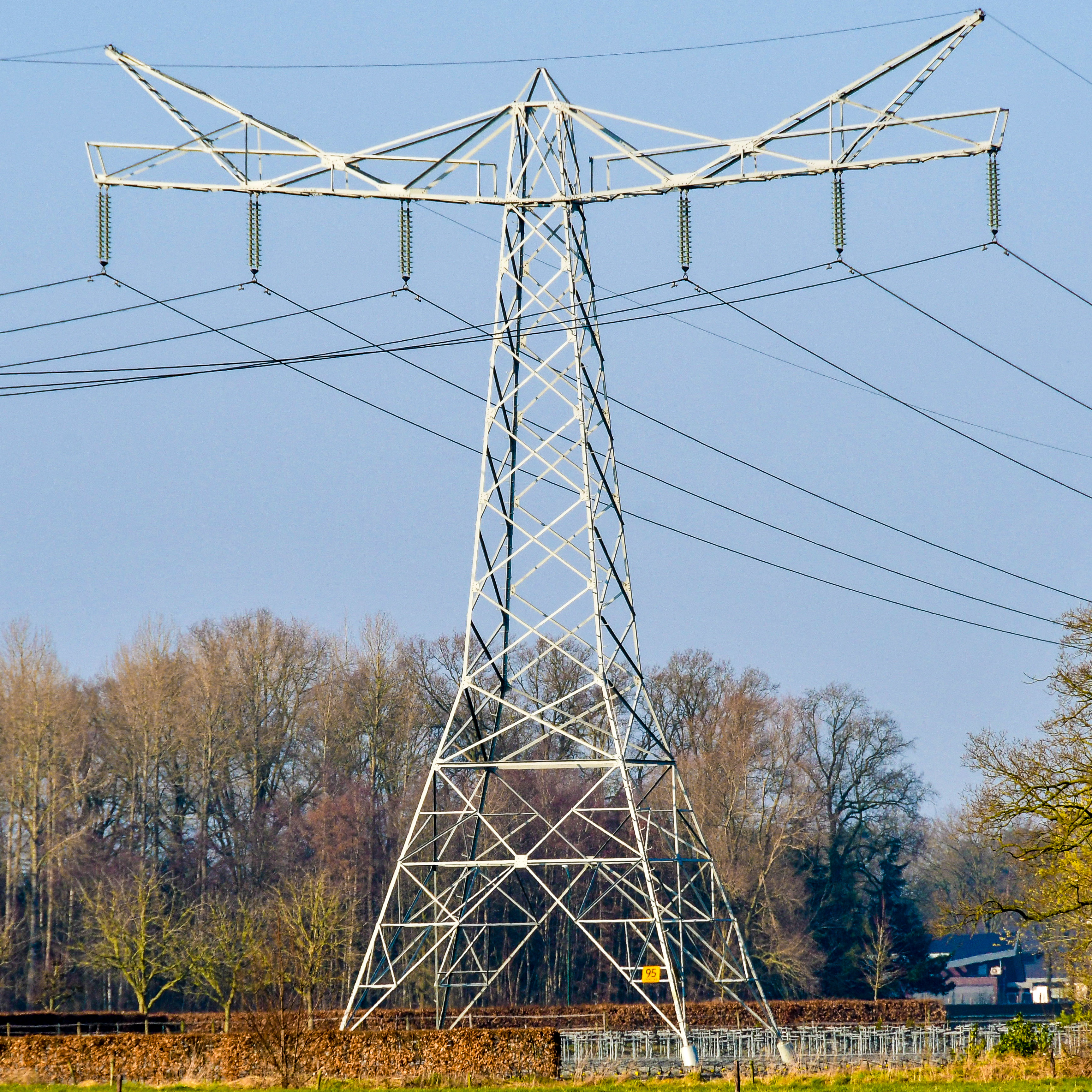
Maas-Waalmast, met de typerende iets omhoog lopende armen

De Maas-Waalmast is een Nederlands ontwerp van een bovengrondse hoogspanningsmast. Deze masten kunnen twee 150 kV-circuits aan één traverse dragen, allemaal op dezelfde hoogte, een zogenaamde eenvlaksconfiguratie. De masten zijn ontworpen om onopvallend te zijn in het landschap en zijn daarom kort.
Ze worden gekenmerkt door de iets omhoog lopende armen, en in mindere mate door de niet-rechte bovenzijde van de traverse. Dit is gedaan om de zichtbaarheid van de lijn voor vogels te verbeteren. Het ontwerp wijkt daarmee sterk af van eerdere mastontwerpen.
De naam komt van het eerste gebied waar ze werden toegepast, het Land van Maas en Waal. Daar werd eind jaren 1970 een lijn aangelegd tussen Druten en Neerbosch met deze masten.
De masten zijn uitsluitend voorzien van enkelvoudige geleiders, dus nergens met bundels van twee of meer.
De opbouw van de masten kan in details verschillen, en de laatst gebouwde masten, uit 1998, zijn zwaarder uitgevoerd dan eerdere versies. Vooral de hoge kruisingsmasten bij Hurwenen wijken af, ook vanwege de grotere breedte. Dat is nodig om de geleiders onderling op afstand te houden over de grote afstand die wordt overspannen.

## Verbreiding
Dit model mast is uitsluitend in gebruik voor 150 kV-lijnen in Nederland. Hier de lijnen waarin Maas-Waalmasten voorkomen.
Gelderland:
- Teersdijk - Druten, 1980, 14,9 km. Deze lijn heeft bij Neerbosch een aftakking naar Nijmegen met een ander type mast.
- Druten - Wamel, 1988, 11,9 km. Dit is het bovengrondse deel van de lijn Druten-Tiel. Slechts één circuit.
- vier masten van de lijn Tiel - Zaltbommel, aan weerszijden van de Waal bij Hurwenen.

Noord-Brabant:
- Het stuk Geertruidenberg - Zevenbergschen Hoek van de lijn Geertruidenberg - Moerdijk
- Een deel van de masten van de lijn Eerde - Eindhoven Oost, 1998, 18,7 km
- Geertruidenberg - 's-Hertogenbosch, 1992, 29,1 km
- Geertruidenberg - Tilburg, 1985, 20,9 km (bovengronds deel)
- 's-Hertogenbosch-Noord - Eerde, 1998, 18,7 km

Flevoland:
- Zeewolde - Almere, 1983, 11,9 km

## In het nieuws

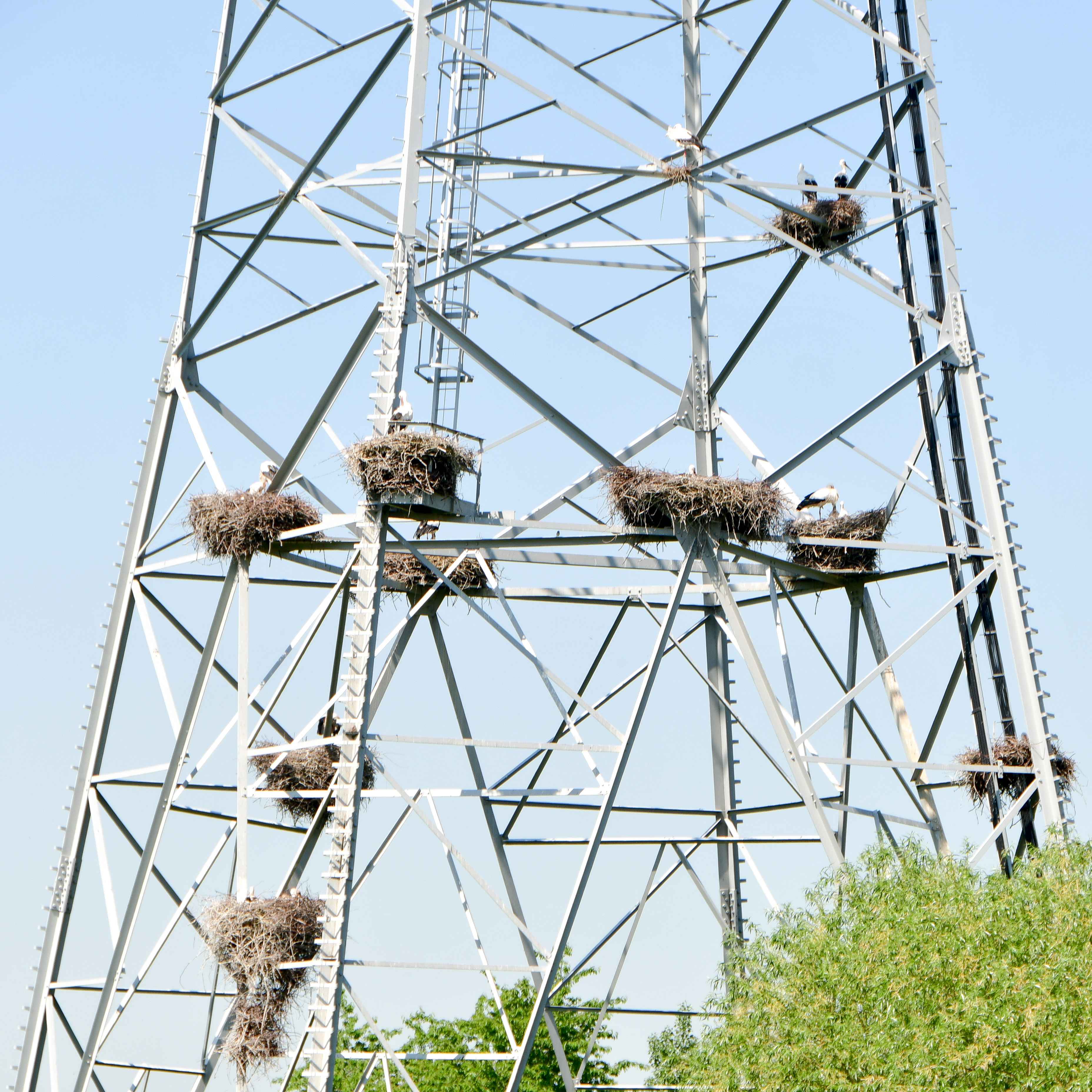
Ooievaarsnesten in hoogspanningsmast TL-ZBM-150-47

De Maas-Waalmasten bij Hurwenen zijn meermalen in het nieuws geweest. 
Ten eerste door ooievaarsnesten die jaar na jaar in gebruik blijven.
Ten tweede na een ongeluk in december 2007 een grote stroomstoring in de Bommelerwaard en de Tielerwaard werd veroorzaakt doordat een Apachehelikopter van de Koninklijke Luchtmacht de hoogspanningskabels geraakt en beschadigd had.

## Foto's

Diverse uitvoeringen van de Maas-Waalmast
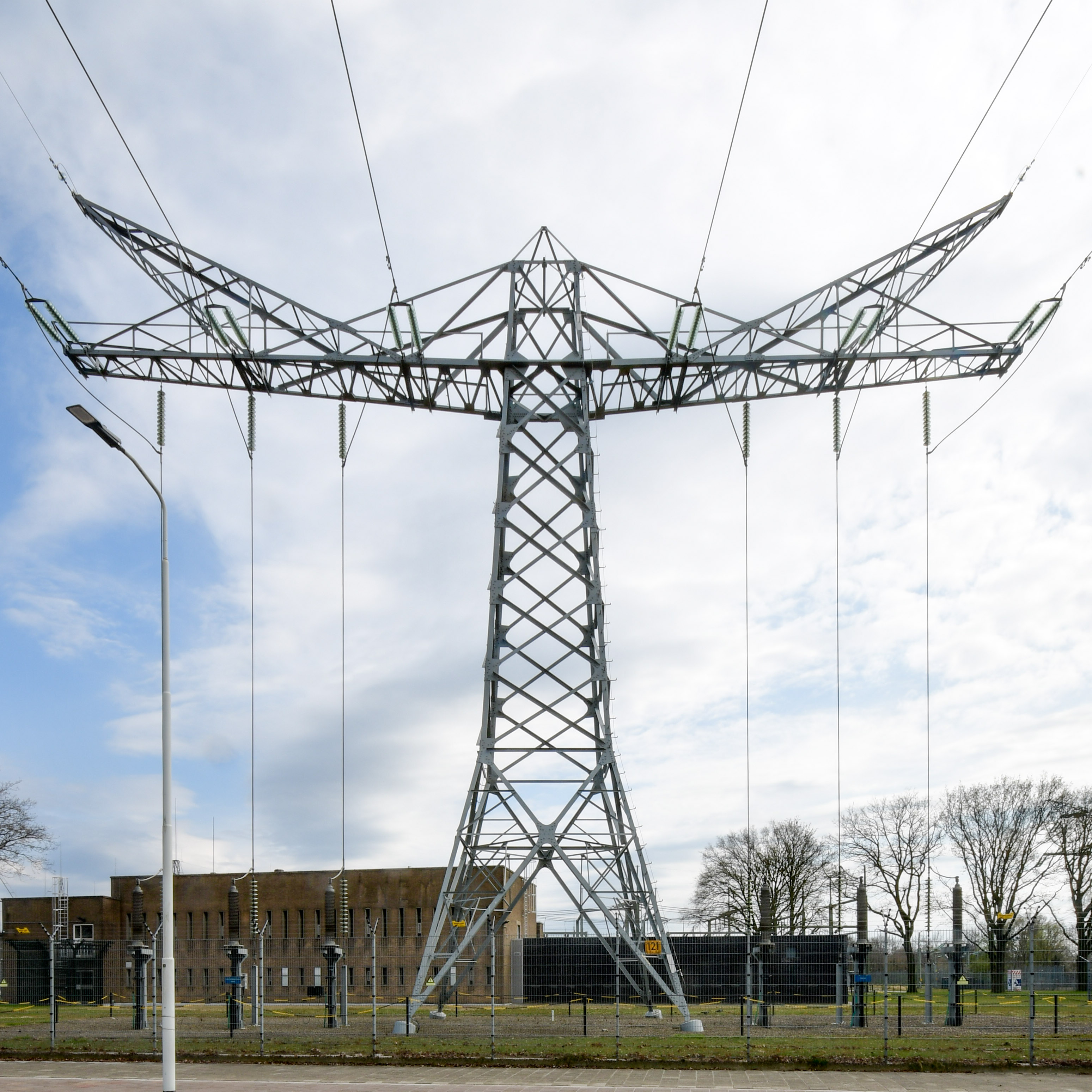
Eindmast, kabeleindsluitingen op de grond
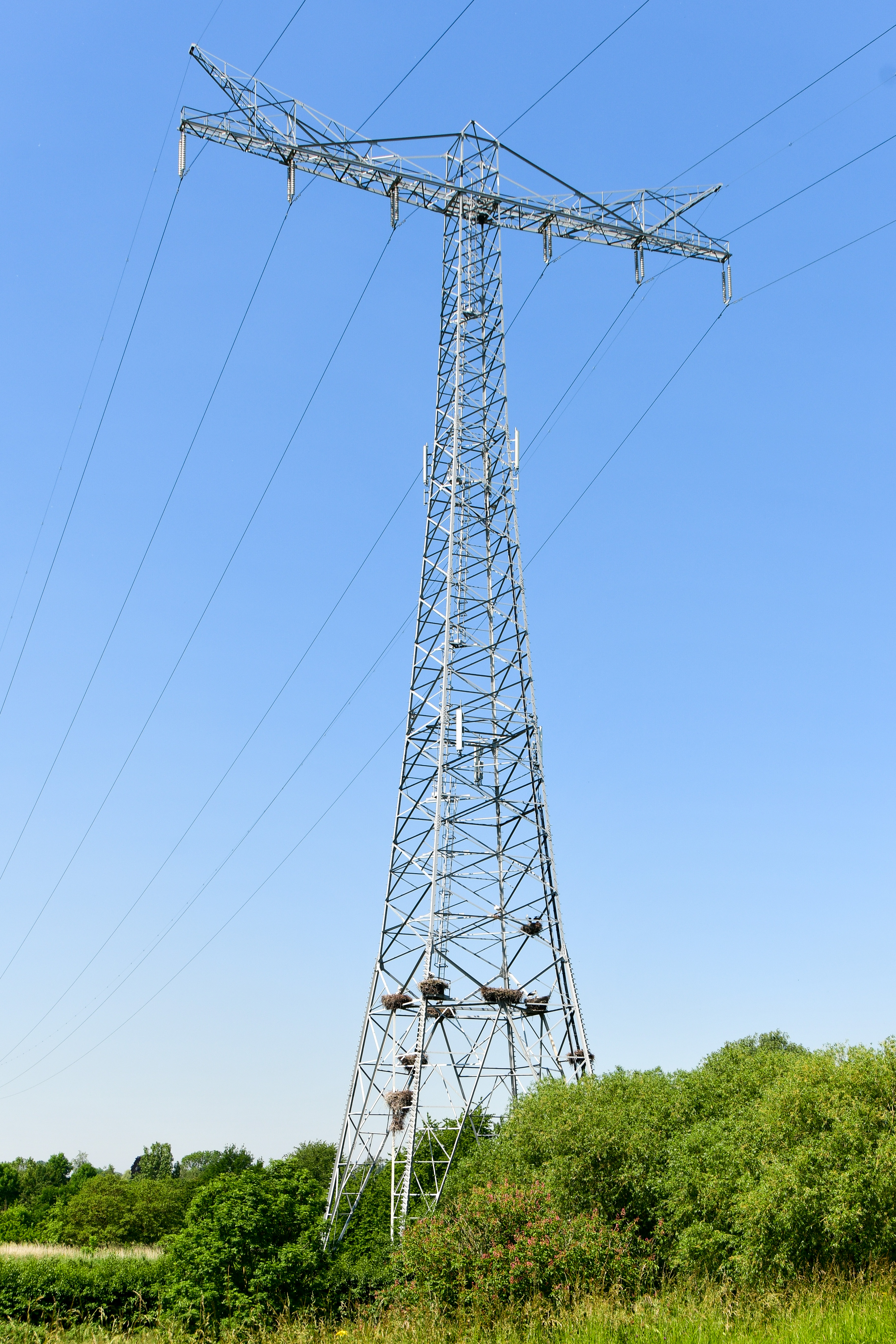
Kruisingsmast voor de overspanning over de Waal bij Hurwenen
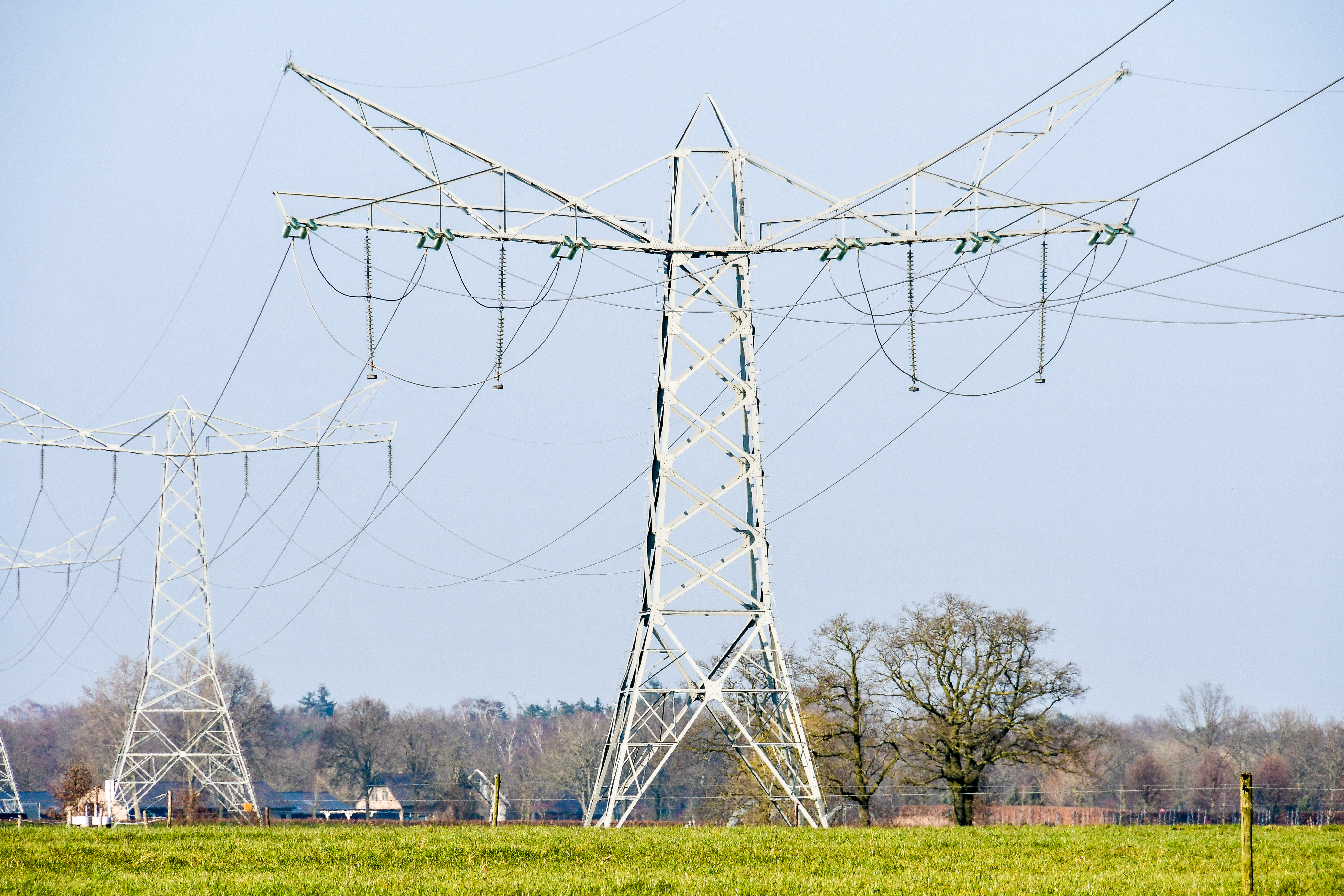
Wisselmast
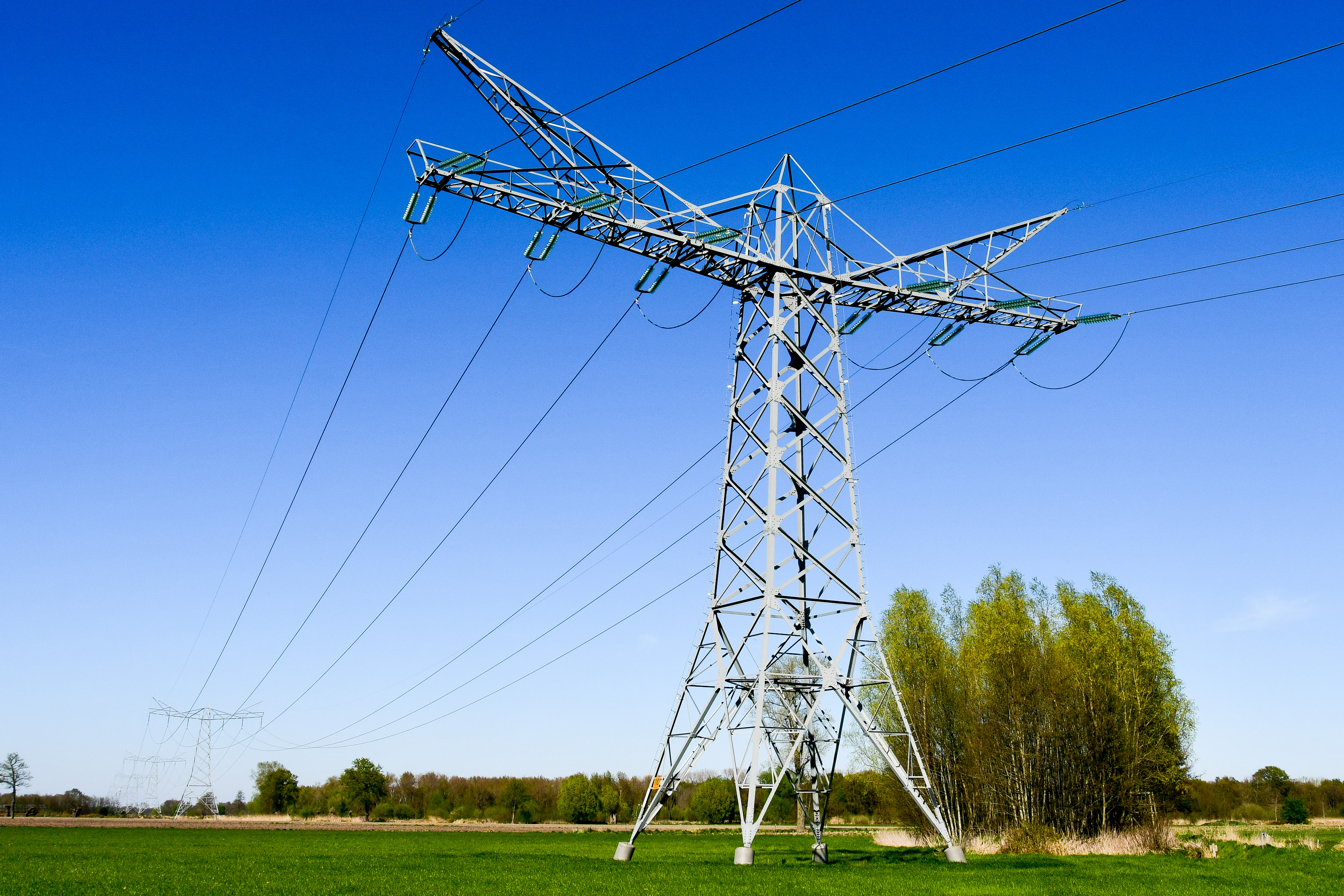
Hoekmast

Draadslachtoffers - Driefasespanning - Dwarsregeltransformator - Elektriciteitscentrale - Hoogspanningsleiding - Hoogspanningsnet - Kortsluitingen in hoog- en laagspanningsnetten - Netbeheerder - Onderstation - Scheidingsschakelaar - Vermogenschakelaar - Vermogenstransformatorwikkeling - Vermogenstransformator